# Queso mecánico
El queso mecánico es el nombre con el que se conoce al Albacete Balompié durante su período de finales de los años 1980 y la década de 1990 en el que el club cosechó los éxitos más importantes de su historia. El apodo, originario de esa época, se ha mantenido hasta la actualidad.

## Historia
El ascenso a Segunda División

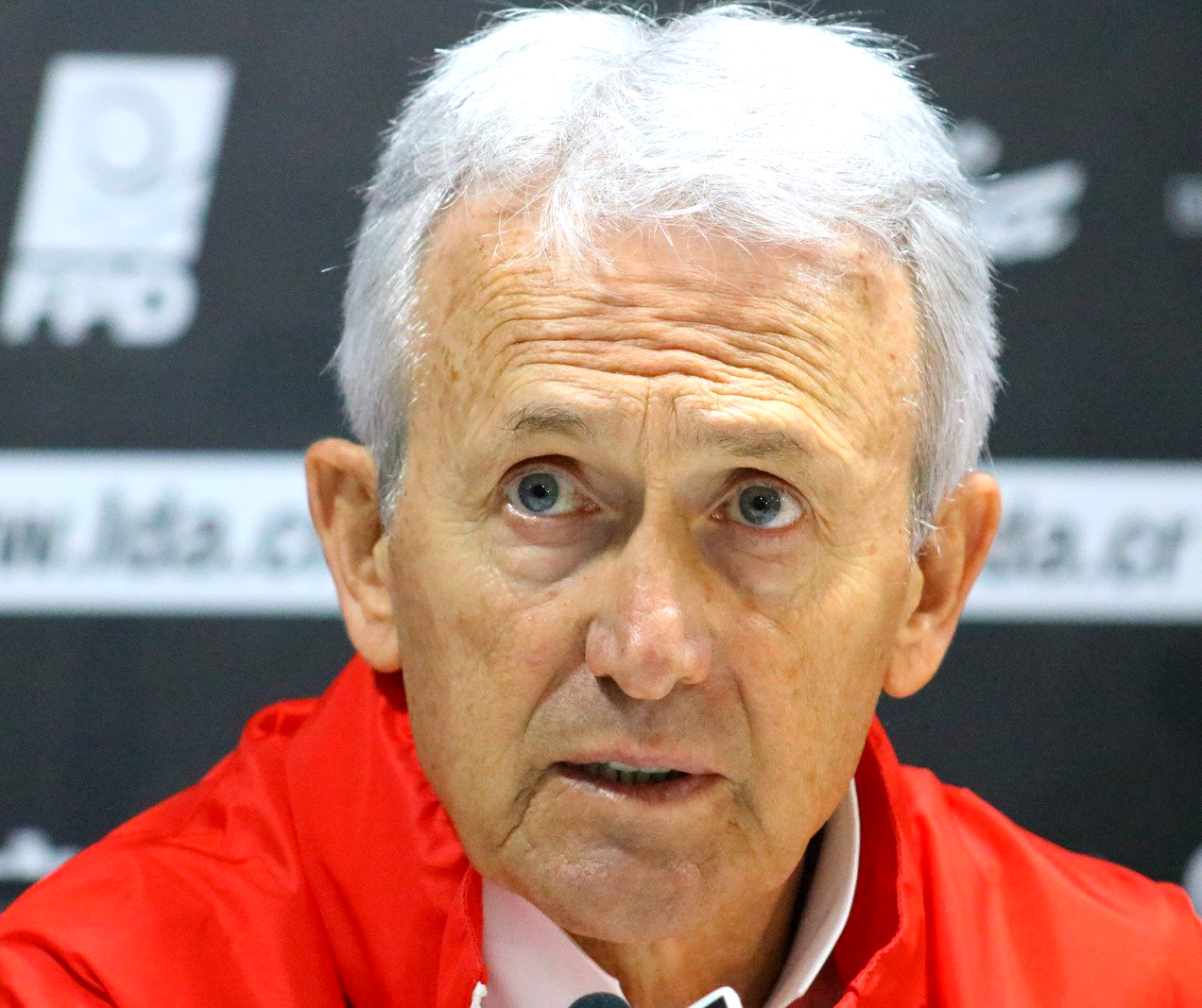
Benito Floro logró el doble ascenso consecutivo desde Segunda División B hasta Primera División con el Albacete Balompié y, tras una histórica primera temporada en la liga de las estrellas, fue fichado por el Real Madrid.

La época de oro del Albacete Balompié se inició en la temporada 1989/90, cuando, de la mano de Benito Floro como entrenador, con Rafael Candel como presidente, consiguió el ascenso a la Segunda División. En su primera temporada en el club, Floro sitúo al Albacete Balompié campeón de grupo, lo que le valió el ascenso a la división de plata del fútbol español.
El ascenso a Primera División
Tras el éxito cosechado, el entrenador asturiano dirigió una plantilla mítica en la historia del club, que de la mano del jugador albaceteño "Catali", Zalazar o Coco (entre otros) lograron el ascenso a la Primera División en la temporada 1990/91, una categoría nunca alcanzada con anterioridad. Floro, con apenas 29 años, proclamó al Albacete Balompié campeón de Segunda División.
La era del "queso mecánico" (1991-1996)
En la siguiente temporada, la Liga 1991/1992, la entidad se transformó en Sociedad Anónima Deportiva, en virtud de un Real Decreto aprobado por el Gobierno español, y cosechó uno de los mejores resultados deportivos en la historia del club, al ser la revelación de la temporada y finalizar en la séptima posición –quedándose a un punto de jugar la Copa de la UEFA– que le valió el apelativo del "Queso Mecánico". Varios jugadores como Zalazar o Delfí Geli fueron reconocidos por los medios de comunicación con sendos premios al finalizar la temporada. Además, importantes jugadores como Ismael Urzaiz o Julio Soler militaron en el equipo durante la competición.

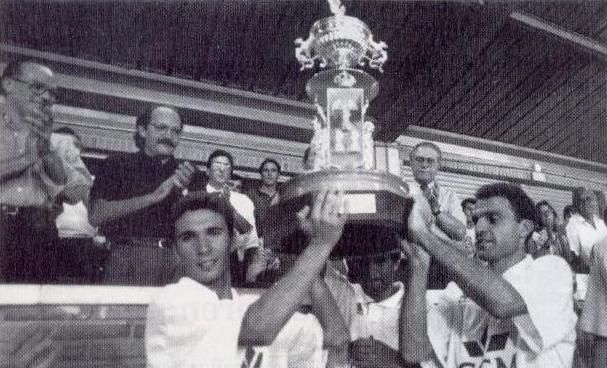
Victoria del Albacete Balompié en el Trofeo Ciudad de Albacete en 1994 ante el Sevilla Fútbol Club.

Entre sus gestas durante su primera temporada en la máxima categoría del fútbol español llevó 10 000 aficionados al Santiago Bernabéu, tuteó al Barcelona de Johan Cruyff en el Carlos Belmonte, se mantuvo 15 jornadas consecutivas sin perder y al final acabó séptimo, a un solo punto de estar en la siguiente temporada en la Copa de la UEFA, lo que había vaticinado el capitán Catali con aquel «¡Europa, prepárate!» desde el balcón del Ayuntamiento el 9 de junio de 1991.
El Albacete permaneció en Primera División durante cinco temporadas consecutivas hasta la temporada 1995/96, cuando descendió a Segunda División tras caer en la promoción por la permanencia. En la temporada 1994/95 el Albacete logró disputar las semifinales de la Copa del Rey contra el Valencia C. F., que se saldaron con la victoria del equipo valencianista in extremis (1-1 y 2-1).

## El equipo
La alineación tipo del Queso Mecánico era, con alguna posible variación, la siguiente: Conejo, Coco, Catali, Chesa, Geli, Julio Soler, Juárez, Menéndez, Zalazar, Aquino y Antonio. También fueron utilizados con mucha frecuencia otros jugadores como Parri, Manolo S., Oliete, Corbalán, Echeverri o Rommel Fernández.
José Luis Zalazar
Uno de sus mayores estandartes fue José Luis Zalazar. El internacional uruguayo llegó al Albacete Balompié procedente del Espanyol, donde jugaría desde la temporada 1990/1991 y donde vivió su época dorada consiguiendo el ascenso a Primera División, con 38 partidos y 15 goles. En el partido ante el Salamanca, consiguió los dos goles que llevaron al Albacete Balompié a Primera División. 
Sus siguientes campañas en el queso mecánico en Primera División se saldaron de la siguiente forma: 1991-1992, 38 partidos y 13 goles; 1992-1993, 36 partidos y 12 goles; 1993-1994, 31 partidos y 8 goles; 1994-1995, 37 partidos y 13 goles, 1995-1996, 38 partidos y 9 goles. De esta forma Zalazar se convirtió en el jugador que más partidos ha disputado (180) y que más goles ha marcado (57) con el Albacete Balompié en Primera División. Fue galardonado con el Trofeo EFE al mejor jugador suramericano de la temporada 1991-92.

## Estilo de juego
Los éxitos y el juego del famoso queso mecánico tuvieron un gran eco e impacto mediático en la España de los noventa. Su fútbol brillante y ofensivo estaba caracterizado por la estrategia, que le imprimió su entrenador, Benito Floro. Destacaban los lanzamientos de esquina ensayados con disparo final desde la frontal del área o la novedosa utilización de psicólogos para motivar a la plantilla. Tenía un juego definido marcado por la solidez de su bloque, la solidaridad y la entrega. Fue comparado con multitud de equipos que lograron grandes hazañas a lo largo de la historia siendo la Holanda de mediados de los años 1970 de Johan Cruyff y su fútbol total la que dio pie a su conocido e histórico apodo.